# Suite Karelia

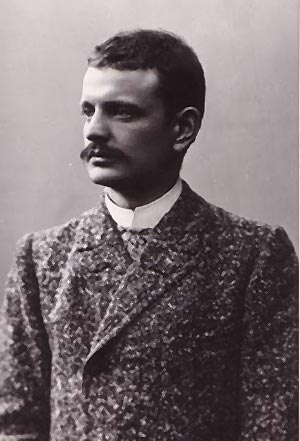
Fotografía de Sibelius en 1891, Viena.

La  Suite Karelia, Op. 11, fue compuesta en 1893 por Jean Sibelius para la Asociación de Estudiantes de Viipuri. Se estrenó en el Universidad Imperial Alejandro de Helsinki, Gran Ducado de Finlandia, con el título Música de Karelia. Se trata de una de las primeras obras del compositor, y sigue siendo una de las más populares.
La Música de Karelia fue escrita en los albores de la carrera compositiva de Sibelius y se compone de una obertura, ocho cuadros o tableaux y dos intermezzi. La música tiene una duración aproximada de 44 minutos, frente a la suite, que dura unos 12 minutos.
El áspero carácter de la música es deliberado: la intención estética no era deslumbrar con la técnica, sino capturar la autenticidad e ingenuidad de la música popular o folclórica. Algunos críticos han señalado el carácter nacionalista de la música.

## Orquestación
La pieza está compuesta para los siguientes instrumentos: 3 flautas (la tercera dobla el flautín), 3 oboes (el tercero dobla el corno inglés), 2 clarinetes, 2 fagotes, 4 trompas en fa y mi, 3 trompetas en fa y mi bemol, 3 trombones, tuba, timbales, bombo, platillos, triángulo, pandereta, 2 sopranos/barítonos (Tableau 1), 1 barítono (Tableau 5), coro SATB (Tableau 8) y cuerdas.
Ralph Wood ha tratado el papel que juega la percusión en esta composición.

## Contexto
Su nombre hace referencia a la provincia histórica de Carelia, situada a caballo entre Rusia y Finlandia. Los movimientos en la suite son todos tomados de la música del tableau (cuadro) de Karelia. Sibelius recibió el encargo de la obra en 1893 por parte de la Asociación de Estudiantes de Viipuri para una rifa con el objetivo de mejorar la educación del pueblo de la Provincia de Viipuri (hoy pertenece a Rusia), y se estrenó en el Universidad Imperial Alejandro de Helsinki, que formaba parte del Gran Ducado de Finlandia. La música para tableau fue estrenada el 13 de noviembre de 1893 bajo la dirección del propio Sibelius, y el comportamiento de la audiencia estuvo lejos de ser ideal. Como Sibelius apuntó más adelante en una carta a su hermano Christian: «No era posible escuchar ni una sola nota: todos estaban de pie vitoreando y aplaudiendo».
El 23 de noviembre de 1893, Sibelius llevó a cabo un concierto popular que incluyó la obertura y los tres movimientos que se convertirían en la suite Karelia y la obertura. Estas piezas fueron vendidas a Fazer en 1899, y el resto de las piezas que aún no se habían publicado, terminaron en las manos de Breitkopf & Härtel en 1905. La obertura y la suite, a petición de Sibelius, fueron publicadas con los números de opus 10 y 11, respectivamente.

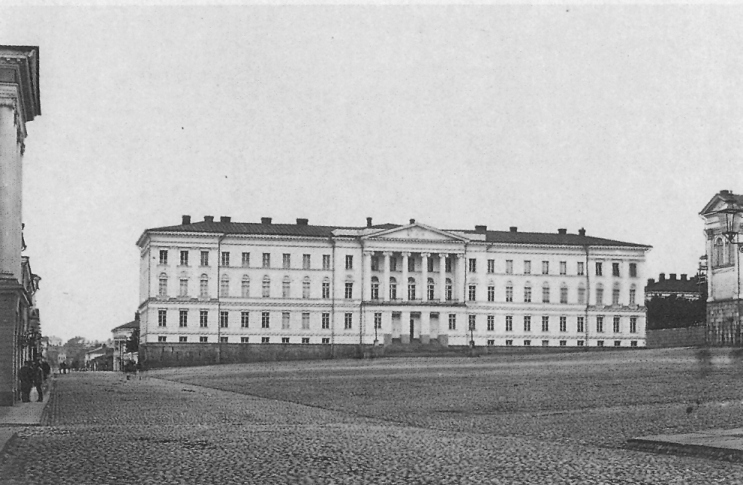
Universidad Imperial Alejandro, fotografiada 1870.

La partitura en algún momento pasó a manos de Robert Kajanus, y en 1936, su esposa, Ella, la regresó de nuevo a Sibelius. Se cree que Sibelius la quemó junto con su Octava sinfonía junto con la mayoría de Karelia en agosto de 1945. Solo los cuadros 1 y el 7 se salvaron del fuego. Pero faltan las partes de viola, violonchelo y contrabajo de los cuadros 1 y 7 y la parte de las flautas del cuadro 7.

## Composición
Los movimientos originales son los siguientes:
1. Obertura
2. Tableau 1 – Una casa en Carelia. Noticias de la Guerra (1293)
3. Tableau 2 – La fundación del Castillo de Viipuri
4. Tabelau 3 – Narimont, Duque de Lituania, recaudando impuestos en la provincia de Käkisalmi (1333)
5. Intermezzo (I)
6. Tableau 4 – Karl Knutsson en el Castillo de Viipuri (1446)
7. Tableau 5 – Pontus De la Gardie a las puertas de Käkisalmi (1580)
8. Intermezzo (II) (Originalmente titulada Tableau 5½) – Marcha de Pontus de la Gardie[4]
9. Tableau 6 – El asedio de Viipuri (1710)
10. Tableau 7 – El reencuentro de la Vieja Finlandia (Karelia) con el resto de Finlandia (1811)
11. Tableau 8 – El himno nacional de Finlandia

La suite en tres movimientos:
1. El Intermezzo es el único movimiento «original» de la suite. Sibelius tomó el tema de los metales de la parte central del Tableau 3 e hizo de él un movimiento propio.[4] El Intermezzo es un tema airoso allegro similar a una marcha en el que la orquesta retrata la atmósfera de los contingentes marchando .
2. La Balada se basa en el Tableau 5, y está «cantado» por un bardo (el corno inglés), reflejando el estado de ánimo del rey sueco, Karl Knutsson, que se encuentra en su castillo mientras es entretenido por un juglar.
3. Alla Marcia es una estimulante marcha, que fue originalmente una música incidental para el Tableau 5½ y es prácticamente idéntico a la música original, salvo en algunos pequeños cambios de acordes.[4]

### Reconstrucciones de la partitura original completa
La mayoría de la música fue reconstruida a partir de las piezas originales que sobrevivieron por Kalevi Kuosa en 1965. Las partes que no sobrevivieron fueron las de las violas, violonchelos y contrabajos. Siguiendo la transcripción de Kuosa, los compositores finlandeses Kalevi Aho y Jouni Kaipainen han reconstruido la música completa de Karelia (cada uno por su cuenta). En 1997 se grabó la versión reconstruida de Kalevi Aho por la Orquesta Sinfónica de Lahti bajo la batuta de Osmo Vänskä, y la reconstrucción de Jouni Kaipainen fue grabada en 1998, por la Orquesta Filarmónica de Tampere, dirigida por Tuomas Ollila.

## Cultura popular
La clásica fanfarria del área deportiva del canal Televisión Nacional de Chile es una versión acelerada del primer intermezzo de la suite.